# تپه منجوق لی
تپه منجوق لی مربوط به سدهٔ ۵ -قرن ۱۰ ه.ق است و در شهرستان میانه، بخش مرکزی، روستای گلوجه خالصه واقع شده و این اثر در تاریخ ۱۰ خرداد ۱۳۸۲ با شمارهٔ ثبت ۸۹۰۱ به‌عنوان یکی از آثار ملی ایران به ثبت رسیده است.